# Пијев живот
Пијев живот (eng. Life of Pi) је филозофски роман канадског писца Јана Мартела објављен 2001. године.
Главни јунак приче је дечак из Индије из Пондишерија, Писин Молитор Пател, скраћено „Пи”, који преживљава бродолом у Тихом океану и преживљава на чамцу за спасавање 227 дана у друштву са великим бенгалским тигром.
Роман је продат у више од 10 милина примерака у свету, али је занимљиво да је преко пет лондонских издавачких кућа одбило да изда дело пре него што га је прихватио Knopf Canada. Роман осваја и Букерову награду за фикцију године.

## Синопсис
Књига почиње белешком аутора која је саставни део романа, у коме протагониста сад већ као одрасла особа препричава трећем лицу, писцу који је дошао да запише те догађаје.

### Први део
У време почетка приче главни лик Пи је син управника зоолошког врта. Пи пружа увид у антагонизам зоолошких вртова и износи своја размишљања о томе.
Затим прича како је добио своје име у част једног од најпознатијих базена у Француској што је игром речи имало негативну конотацију због које су му се смејали у школи због чега је он као познавалац математике наденуо себи надимак Пи инспирисан по ознаци математичке константе. Даље наставља причом везаном за властита имена у различитим ситуацијама као на пример кад су у зоо врту имали два посетиоца, једног побожног муслимана и једног окорелог атеисту који су имали исто име. Као и случај њиховог тигра који због административне грешке носи име Ричард Паркер која је заменила тигрово име са именом човека који је заробио тигра.
Једног дана Пи и његов старији брат Рави добијају упутства и лекције од њиховог оца о опасним животињама које држе у зоо врту. Почиње храњењем једног тигра коме су оставили козу, након чега следи обилазак зоолошког врта током ког им отац објашњава агресивне биолошке карактеристике сваке животиње.
Пи је као и његова породица одгајан као хиндуиста и практикује вегетаријанство. Са напуњених 14 година Пи почиње да истражује хришћанство и ислам и одлучује да постане присталица све три религије иако је имао отпор од фрустрираних родитеља и ментора.
Неколико година касније, у фебруару 1976. године током периода кад је индијска премијерка Индира Ганди прогласила ванредно стање Пијев отац одлучује да прода зоолошки врт и емигрига са породицом у Канаду.

### Други део
Други део романа започиње причом Пијеве породице на Тсимтсуму, јапанском теретном броду који животиње из зоо врта превози у северну Америку. Брод креће из луке у Манили, али након неколико дана пловидбе брод наилази на јаку олују која огромним таласима потапа брод. Пи успева да спусти један спасилачки брод у море и укрца се и тад сазнаје да су се на чамац већ укрцале и пегава хијена, повређена зебра и орангутан Ђус. Убрзо хијена убија и зебру и орангутана. Кад је хијена хтела да нападне и Пија испод цераде чамца изненада излази Ричард Паркер, бенгалски тигар који убија хијену. Уплашен Пи од остатака са брода који су плутали конструише мали сплав који везује за прамац чамца како би имао неку сигурност од Ричарда. У наредним данима Пи покушава да издресира тигра Ричарда користећи храну као награду користећи пиштаљку. Пи после неког времена успева да постави себе као вођу и надвлада животињски инстикт код Ричарда да га овај убије. Током путовања океаном у неком тренутку од јаког сунца Пија обузима делиријум и у том стању он разговара са неком особом коју идентификује као Еко, за којег у почетку мисли да је тигар Ричард који је стекао могућност говора, али се после установљава да је то још један бродоломник, Француз, који се укрцао код њих на чамац са намером да убије и поједе Пија, али га Ричард убија. Неколико дана касније Пијев чамац долази на острво сачињено од плутајућих алги на чијем дрвећу живи стотине мерката. Пи и Ричард ту поврате снагу, али Пи открива да су алге месождерке што их приморава да се врате на отворени океан.
227. дана након бродолома чамац за спасавање доспева до обала Мексика након чега Ричард нестаје у оближњој џунгли.

### Трећи део
У овом делу романа се говори о разговору који води Пи са двојицом јапанских званичника из министарства саобраћаја који воде истрагу о бродолому. Налазе га у болници у Мексику где им он исприча своју причу, али је они одбацују као невероватну и нереалну.
Пи им затим нуди другу верзију приче у којој плута на чамцу за спасавање, али не са животињама из зоолошког врта, већ са бродским куваром, тајванским морнаром са сломљеном ногом и мајком. Након тога кувар ампутира морнару ногу да би је користио као мамац за пецање, а затим убија морнара као и Пијеву мајку да би их појео. Убрзо након тога, кувара убије Пи, кад остану без хране.
Званичници примећују паралелу између две приче и схватају да хијена симболизује кувара, зебра морнара, орангутан мајку, а тигар Пија. Он им каже да ни једна прича не може да се докаже, али и да ни једна не објашњава узрок бродолома. Они у извештају ипак стављају прву причу са животињама.

## Екранизација
Године 2012. излази истоимени филм у режији Анг Лија који на додели Оскара осваја четири награде уз 11 номинација.